# Esther de Lange
Esther de Lange (Spaubeek, 19 de febrer del 1975) és una política neerlandesa. Des del 2007, és membre del Parlament Europeu pel partit Crida Demòcrata Cristiana, que forma part del Partit Popular Europeu. Entre 1999 i 2007 va ser assistenta d'Albert Jan Maat, que fou membre del Parlament Europeu aquells vuit anys. Des del 2014, és la presidenta de la delegació del partit Crida Demòcrata Cristiana al Partit Popular Europeu, i la vicepresidenta d'aquest últim.